# كريستوف ماسون
كريستوف ماسون (بالفرنسية: Christophe Masson)‏ هو دراج فرنسي، ولد في 6 سبتمبر 1985 في سان أومير في فرنسا.

## وصلات خارجية
- كريستوف ماسون على موقع الاتحاد الدولي للدراجات (الإنجليزية)
- كريستوف ماسون على موقع أرشيف الدراجات (الإنجليزية)
- كريستوف ماسون على موقع إحصائيات الدراجات الإحترافية (الإنجليزية)
- كريستوف ماسون على موقع نسبة الدراجات (الإنجليزية)
- كريستوف ماسون على موقع MTB Data (الإنجليزية)